# Himalia (mythologie)
Pour les articles homonymes, voir Himalia.
Dans la mythologie grecque, Himalia (en grec ancien Ἱμαλια / Himalia) est une nymphe de l'extrémité orientale de l'île de Rhodes.
Elle est uniquement attestée chez Diodore de Sicile et peut être rapprochée d'une autre nymphe rhodienne, Halia, citée juste avant elle. Elle est séduite par Zeus et lui donne trois fils, Spartée, Cronios et Cytos.